# Tre Charakteerstykker for pianoforte
Tre charakteerstykker for pianoforte for fire hænden is een compositie van Niels Gade. Het was na Nordiske Tonebilleder zijn tweede en laatste werk voor piano quatre mains. De drie karakterstukken beleefden een korte populariteit, want ze werden net als diens andere werken voor piano snel vergeten. 
De drie werkjes zijn getiteld:
1. Bortreisen (vertrek)
2. Valpladsen (slagveld)
3. Hjemkomsten (thuiskomst)